# Klimatologie
De klimatologie is de wetenschap die het klimaat en klimaatverandering bestudeert. Er wordt geprobeerd de geconstateerde verschijnselen te begrijpen in termen van natuurkunde en de scheikunde. De nauw verwante meteorologie bestudeert het weer.

## Geschiedenis
In de jaren 1870 schreef de Zwitserse klimatoloog Henri-Clermond Lombard (1803-1895) het vierdelige werk 	Traité de climatologie médicale.

## Indeling van klimaten
De klimaten op aarde kunnen op verschillende manieren ingedeeld worden:
- Temperatuur: De tropische of warme klimaten vind je terug tussen de keerkringen. Gematigde of middelbreedtenklimaten zitten tussen de keerkringen en de poolcirkels. Binnen de poolcirkels vind je de polaire of koude klimaten.
- Totale hoeveelheid neerslag. Droge klimaten vinden we bijvoorbeeld in de woestijnen.
- Spreiding van de neerslag over het jaar. Is er sprake van een regenperiode en een droge tijd?
- nabijheid van zee
- schaal waarop het klimaat actief is. In steden heerst vaak een ander klimaat dan op het omringende platteland.